# Vladimir Bubanja
Vladimir Bubanja (in serbo Владимир Бубања?; Kragujevac, 2 agosto 1989) è un calciatore serbo, difensore dello Xorazm.

## Carriera
Ha giocato nella prima divisione dei campionati serbo ed uzbeko.

## Palmarès

### Club

#### Competizioni nazionali
- Coppa d'Uzbekistan: 1

Andijon: 2024